# Boubacar Diarra
Boubacar Diarra (ur. 15 lipca 1979 w Bamako) – malijski piłkarz grający na pozycji środkowego obrońcy.

## Kariera klubowa
Karierę piłkarską Diarra rozpoczął w klubie Real Bamako. Następnie odszedł do Djoliba AC, także z Bamako i w 1996 roku zadebiutował w jego barwach w malijskiej Première Division. W 1996 i 1997 roku wywalczył z nim mistrzostwo Mali. W swojej karierze zdobył także Puchar Mali (1996) i Superpuchar Mali (1997).
W 1997 roku Diarra przeszedł do niemieckiego klubu SC Freiburg. W nowym klubie zadebiutował 4 sierpnia 1997 w przegranym 1:4 wyjazdowym meczu z 1. FC Nürnberg. W 1998 roku awansował z Frieburgiem z 2. Bundesligi do Bundesligi. W pierwszej lidze Niemiec swoje pierwsze spotkanie rozegrał 18 września 1998 z Hansą Rostock (2:0). W 2002 roku spadł z Freiburgiem do drugiej ligi, a w 2003 roku powrócił do pierwszej. Kolejną degradację do 2. Bundesligi z Freiburgiem przeżył w 2005 roku.
Latem 2007 Diarra odszedł do innego drugoligowca, 1. FC Kaiserslautern. Zadebiutował w nim 23 września 2007 w meczu z Freiburgiem (0:1). W Kaiserslautern grał przez pół roku.
Na początku 2008 roku Diarra odszedł z Kaiserslautern do szwajcarskiego FC Luzern. W szwajcarskiej lidze swój debiut zanotował 3 lutego 2008 w meczu z Neuchâtel Xamax (1:0). W Luzern grał do 2010 roku i wtedy też trafił do Chin, do klubu Liaoning Hongyun. Po roku gry w tym klubie rozwiązał kontrakt i został wolnym zawodnikiem.
| Sezon   | Klub                 | Kraj       | Rozgrywki             | Mecze | Bramki |
| ------- | -------------------- | ---------- | --------------------- | ----- | ------ |
| 1994/95 | AS Real Bamako       | Mali       | Première Division     | ?     | ?      |
| 1995/96 | Djoliba AC           | Mali       | Première Division     | ?     | ?      |
| 1996/97 | Djoliba AC           | Mali       | Première Division     | ?     | ?      |
| 1997/98 | SC Freiburg          | Niemcy     | 2. Fußball-Bundesliga | 19    | 0      |
| 1998/99 | SC Freiburg          | Niemcy     | Bundesliga            | 16    | 0      |
| 1999/00 | SC Freiburg          | Niemcy     | Bundesliga            | 27    | 0      |
| 2000/01 | SC Freiburg          | Niemcy     | Bundesliga            | 34    | 1      |
| 2001/02 | SC Freiburg          | Niemcy     | Bundesliga            | 24    | 0      |
| 2002/03 | SC Freiburg          | Niemcy     | 2. Fußball-Bundesliga | 24    | 1      |
| 2003/04 | SC Freiburg          | Niemcy     | Bundesliga            | 32    | 0      |
| 2004/05 | SC Freiburg          | Niemcy     | Bundesliga            | 20    | 0      |
| 2005/06 | SC Freiburg          | Niemcy     | 2. Fußball-Bundesliga | 15    | 0      |
| 2006/07 | SC Freiburg          | Niemcy     | 2. Fußball-Bundesliga | 17    | 0      |
| 2007/08 | 1. FC Kaiserslautern | Niemcy     | 2. Fußball-Bundesliga | 3     | 0      |
| 2007/08 | FC Luzern            | Szwajcaria | Super League          | 14    | 0      |
| 2008/09 | FC Luzern            | Szwajcaria | Super League          | 13    | 0      |
| 2009/10 | FC Luzern            | Szwajcaria | Super League          | 8     | 0      |
| 2010    | Liaoning Hongyun     | Chiny      | Super League          | 22    | 0      |

## Kariera reprezentacyjna
W reprezentacji Mali Diarra zadebiutował w 1997 roku. W 2002 roku został powołany do kadry na Puchar Narodów Afryki 2002. Na tym turnieju był podstawowym zawodnikiem Mali i wystąpił w 5 meczach: grupowych z Liberią (1:1), z Nigerią (0:0) i z Algierią (2:0), ćwierćfinałowym z Republiką Południowej Afryki (0:2) i półfinale z Kamerunem (0:3). Od 1997 do 2004 roku rozegrał w kadrze narodowej 22 mecze.